# Veliki Crljeni
Veliki Crljeni (en serbe cyrillique : Велики Црљени) est une ville de Serbie située dans la municipalité de Lazarevac et sur le territoire de la Ville de Belgrade. Au recensement de 2011, elle comptait 4 318 habitants.

## Géographie

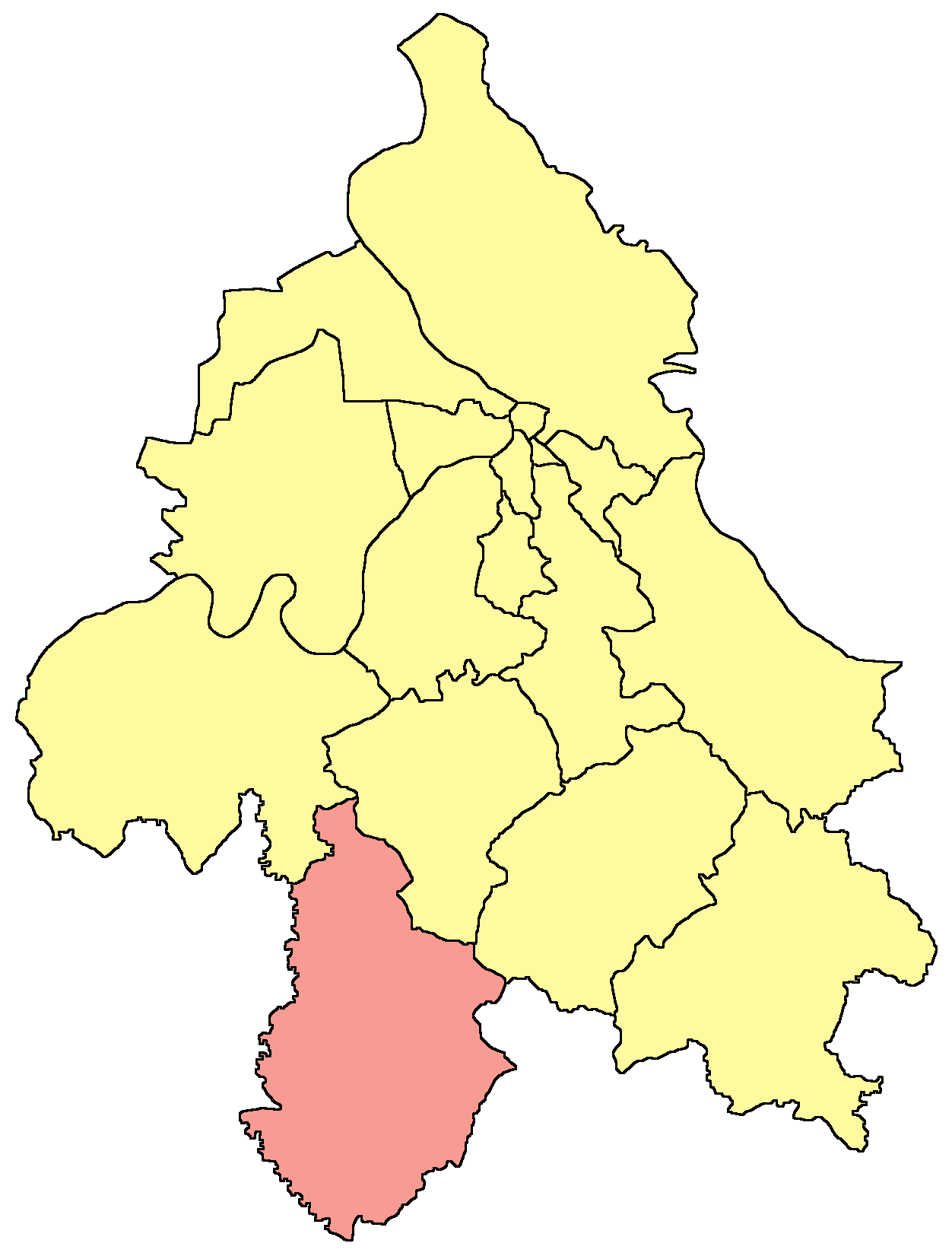
Localisation de la municipalité de Lazarevac dans la Ville de Belgrade

## Histoire
Pendant la période autrichienne (1718-1739), Veliki Crljeni est mentionné sous le nom de Zerlins. En 1818, la localité comptait 24 foyers et, en 1822, 25 ; en 1818, elle faisait partie du domaine du prince Gošnić et, en 1822, de celui du prince Stanević. Selon le recensement de 1921, Veliki Crljeni comptait 219 foyers et 1 077 habitants.

## Démographie

### Évolution historique de la population
| 1948  | 1953  | 1961  | 1971  | 1981  | 1991  | 2002  | 2011  |
| ----- | ----- | ----- | ----- | ----- | ----- | ----- | ----- |
| 2 296 | 2 687 | 4 227 | 3 861 | 4 252 | 4 668 | 4 580 | 4 318 |

|  |

### Données de 2002
Pyramide des âges (2002)
En 2002, l'âge moyen de la population était de 37,1 ans pour les hommes et 39 ans pour les femmes.
Répartition de la population par nationalités (2002)
En 2002, les Serbes représentaient 94,91 % de la population et les Roms 1,33 %.

### Données de 2011
En 2011, l'âge moyen de la population était de 40,3 ans, 39,4 ans pour les hommes et 41,2 ans pour les femmes.

## Éducation
La ville dispose d'une école élémentaire, l'école Sveti Sava, qui gère une annexe à Sokolovo.